# Пустике
Пустике (словен. Pustike) — поселення в общині Шмарє-при-Єлшах, Савинський регіон, Словенія. 
Висота над рівнем моря: 293 м.